# Carex umbrosiformis
Carex umbrosiformis är en halvgräsart som beskrevs av Augustin Abel Hector Léveillé. Carex umbrosiformis ingår i släktet starrar, och familjen halvgräs. Inga underarter finns listade i Catalogue of Life.